# Ryszard Szymczak
Ryszard Władysław Szymczak (14 dicembre 1944 – 7 dicembre 1996) è stato un calciatore polacco, di ruolo attaccante.

## Carriera
Con la Nazionale polacca ha vinto i Giochi olimpici 1972.

## Palmarès

### Nazionale
- Oro olimpico: 1

Monaco di Baviera 1972

### Individuale
- Capocannoniere del campionato polacco: 1

1971-1972 (16 gol)